# Гнас
Гнас (нім. Gnas) — ярмаркове містечко і центр громади в Австрії, у федеральній землі Штирія.

## Поховання вояків1-ї дивізії УНА
На місцевому цвинтарі виділено окрему секцію для поховань воїнів 1-ї Української дивізії УНА.
Відомі прізвища 9-ох загиблих солдатів : Стасенко, Билуляк, Попович, І. Баранецький, Конишук, Самолюк, Приходько (усі загинули 15.04.1945), Дмитро Яцерський (3.03.1923 — 11.04.1945 с. Папендорф), Олександр Парасільк (9.09.1912 — 24.04.1945).

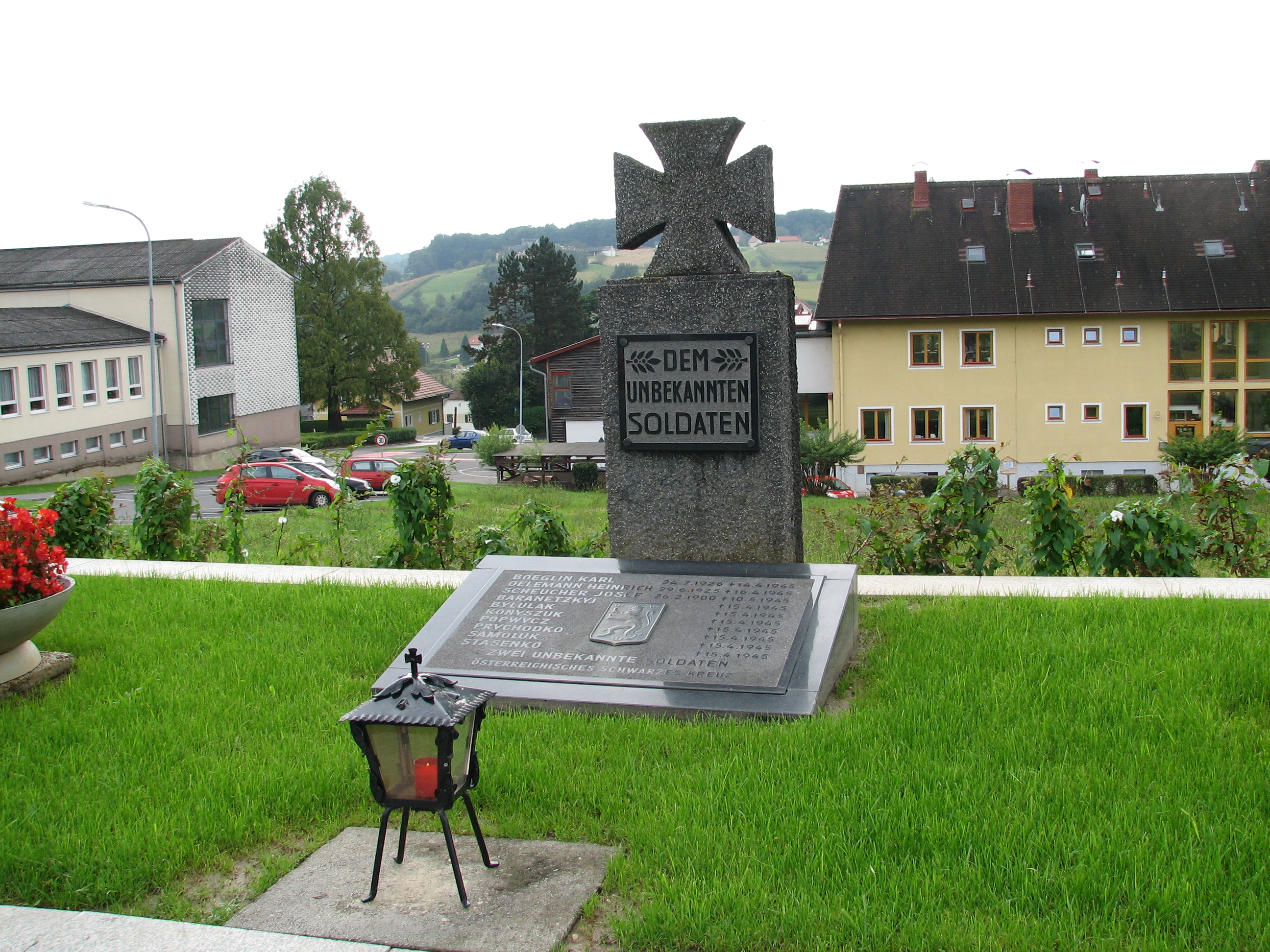
Пам'ятник воякам 1-ї Української дивізії УНА
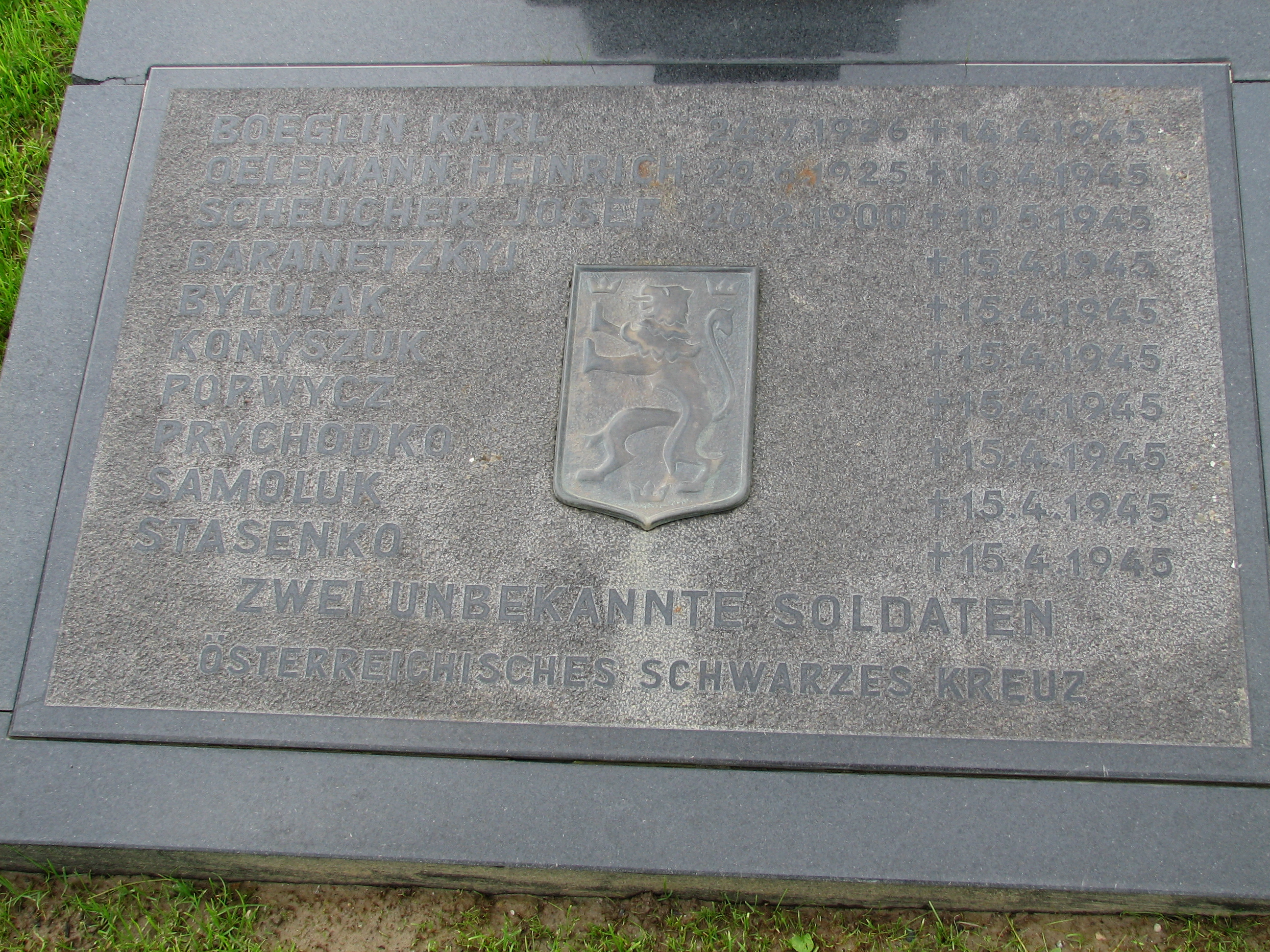
Напис на пам'ятнику